# Имани
Надија Млађао (фр. Nadia Mladjao; Мартиг, 5. април 1979), познатија под својим сценским именом Имани (фр. Imany), француска је кантауторка и бивша манекенка.

## Биографија
Надија Млађао је рођена као једно од десеторо деце у породици коморског порекла, а отац јој је био ватрогасац у француском ваздухопловству. Као млада, била је успешна атлетичарка, а касније је постала модел за агенцију Ford Models Europe. Са 17 година је отишла у САД на период од шест година, након чега се вратила у Француску, где је започела своју певачку каријеру. Њени родитељи, који су муслиманске вероисповести, прво нису били задовољни њеним избором занимања, али су јој на крају дали своју подршку. Након што је изабрала сценско име „Имани“, што значи „вера“ или „нада“ на свахилију, почела је да пише своје песме на енглеском језику. Као узоре наводи Трејси Чепмен, Лорин Хил и Нину Симон, а свој жанр дефинише као спој соула и блуза. Тренутно живи на релацији САД—Француска.

## Дискографија

### Албуми
| Година | Албум                       | Топ-листа | Топ-листа | Топ-листа | Топ-листа | Топ-листа | Тираж      |
| Година | Албум                       | БЕЛ (ФЛ)  | БЕЛ (ВА)  | ФР        | ПОЉ       | ШВА       | Тираж      |
| ------ | --------------------------- | --------- | --------- | --------- | --------- | --------- | ---------- |
| 2011   | The Shape of a Broken Heart | 55        | 47        | 19        | 4         | 36        | ФР: златни |
| 2014   | Sous les jupes des filles   | -         | 120       | 84        | 16        | -         |            |

### ЕП
- 2010: Acoustic Sessions

### Синглови
| Година | Сингл                          | Топ-листа | Тираж | Албум |
| Година | Сингл                          | ФР        | Тираж | Албум |
| ------ | ------------------------------ | --------- | ----- | ----- |
| 2011   | „You Will Never Know“          | 26        |       |       |
| 2012   | „Please And Change“            | -         |       |       |
| 2014   | „The Good The Bad & The Crazy“ | 79        |       |       |
| 2015   | „Don't Be so Shy“              | 1         |       |       |